# Markus Bott
Markus Bott (* 13. Januar 1962 in Pforzheim) ist ein ehemaliger deutscher Boxer.

## Leben
Bott, der eine Ausbildung zum Maler und Lackierer abschloss, erlernte beim SC Pforzheim das Boxen und wechselte 1982 zum Karlsruher SC. Er wurde 1983, 1985 und 1987 deutscher Amateurmeister im Halbschwergewicht. 1985 besiegte er dabei Thorsten Spürgin, dem er 1984 sowie 1986 im Finale unterlag und mit dem er eine Rivalität pflegte, die laut der Zeitung Die Welt an „blanken Hass“ grenzte. 1988 errang Bott den deutschen Meistertitel im Schwergewicht. Der Normalausleger nahm 1984 an den Olympischen Sommerspielen in Los Angeles teil, trat mit dem Anspruch an, die Goldmedaille holen zu wollen, schied jedoch in der zweiten Runde aus, nachdem er in der ersten Runde ein Freilos gehabt hatte. 1985 wurde „Cassius“ Bott in Budapest Vizeeuropameister. Nach der Niederlage im EM-Finale gegen Nurgagomed Schanawasow aus der Sowjetunion wurde Bott vorgeworfen, „nicht gerade trainingsfleißig“ zu sein. Drei Jahre später gewann er zwar seinen ersten Kampf bei den Olympischen Sommerspielen in Seoul, verlor dann allerdings erneut gegen Schanawasow, den späteren Finalisten
Bott wurde 1989 Profi und 1990 durch einen Sieg über Manfred Jassmann deutscher Meister im Schwergewicht. 1990 forderte er den Engländer Johnny Nelson um die Europameisterschaft im Cruisergewicht heraus und verlor durch technischen KO in der letzten Runde, zudem fiel seine Dopingprobe hinsichtlich der Einnahme von Amphetaminen positiv aus. 1991 schlug er Ralf Rocchigiani nach Punkten, ging dann gegen den völlig unbekannten Briten Michael Murray KO. Der Brite war deutlich schwerer als Bott und konnte den Pforzheimer in einem verbissen geführten Gefecht vorzeitig bezwingen. Bott war mehrmals deutlich angeschlagen, kämpfte sich aber gegen den körperlich überlegenen Gegner zumindest bis in die siebte Runde.
Sieben seiner nächsten acht Gegner hatten eine negative Kampfbilanz, Bott besiegte sie jeweils. Als Belohnung erhielt der Boxer, der seinerzeit zum Boxstall Universum von Klaus-Peter Kohl gehörte, im Februar 1993 in Hamburg die Möglichkeit, gegen Tyrone Booze um die WBO-Weltmeisterschaft im Cruisergewicht zu boxen. Zu dieser Zeit wurde er von Enno Werle trainiert, der Anfang 1993 René Weller als Trainer Botts abgelöst hatte. Markus „Cassius“ Bott gelang in dem Kampf, der live lediglich verschlüsselt durch den Bezahl-Fernsehsender Premiere übertragen wurde, ein Punktsieg, durch den er der erst vierte deutsche Boxweltmeister wurde. Bott, der anlässlich des Kampfes in der Hansestadt vom Hamburger Abendblatt als „badisches Großmaul“ bezeichnet wurde, war damit zudem der erste Weltmeister des Universum-Boxstalls. Jedoch gehörte die WBO damals noch nicht zu den bedeutenden Verbänden. Anders als Henry Maske, der kurz nach ihm Weltmeister wurde, wurde Bott als Weltmeister in der deutschen Öffentlichkeit vergleichsweise wenig wahrgenommen.
Jetzt wurde ein Gegner gesucht, gegen den er seinen Titel verteidigen konnte. Man fand ihn im Argentinier Nestor Giovannini. Bott und der Argentinier standen sich im Juni 1993 in der Alsterdorfer Sporthalle in Hamburg gegenüber. Giovannini, der sich früh im Kampf die Hand brach, war für Bott, der durch eine Grippe in der Vorbereitung geschwächt und zum Einsatz gedrängt wurde, immer noch zu stark und gewann, wie auch im Rückkampf fünf Monate später, durch einen Punktsieg. Nach dem Verlust des WM-Titels wurde Bott nur noch vom US-Amerikaner Chuck Talhami als Trainer anstatt wie vorher von Enno Werle und Talhami auf den Rückkampf vorbereitet.
Bott, der während seiner Karriere als Berufsboxer Zigarettenraucher war, trat nach dieser Punktniederlage wegen einer Netzhautablösung vom Leistungssport zurück. Aufgrund finanzieller Schwierigkeiten seiner Sicherheitsfirma versuchte er 1998 im Alter von 36 Jahren ein kurzzeitiges Comeback. Nach vier vorzeitigen Siegen verlor er gegen Lee Manuel Ossie durch TKO und beendete endgültig seine Karriere.

## Erfolge als Amateur
- Deutscher Meister 1983, 1985, 1987 und 1988
- Sieger beim Intercup 1984, 1985, 1986 und 1988
- Vizeeuropameister 1985
- Olympiateilnehmer 1984 und 1988

## Erfolge als Profi
- Deutscher Meister im Schwergewicht 1990 und 1991
- WBO-Weltmeister im Cruisergewicht 1993